# Supercoppa di Spagna 2013 (hockey su pista)
La Supercoppa di Spagna 2013 è stata la 10ª edizione dell'omonima competizione spagnola di hockey su pista. Il torneo ha avuto luogo dal 5 al 6 ottobre 2013. A conquistare il titolo è stato il Barcellona per la settima volta nella sua storia superando in finale il Reus Deportiu.

## Squadre partecipanti
| Club            | Qualificazione               | Partecipazioni precedenti (il grassetto indica la vittoria) |
| --------------- | ---------------------------- | ----------------------------------------------------------- |
| Barcellona      | 2º posto in Ok Liga          | 2004, 2005, 2006, 2007, 2008, 2009, 2010, 2011, 2012        |
| Liceo La Coruña | Vincitore dell'Ok Liga       | 2004                                                        |
| Reus Deportiu   | Finalista della Coppa del Re | 2006, 2007, 2011                                            |
| Vendrell        | Vincitore della Coppa del Re | Esordiente                                                  |

## Risultati

### Semifinali
| Sant Sadurní d'Anoia 5 ottobre 2013 | Vendrell | 3 – 6 referto | Barcellona | Pavelló Olímpic de l'Ateneu Agrícola |

| Sant Sadurní d'Anoia 5 ottobre 2013 | Liceo La Coruña | 1 – 5 referto | Reus Deportiu | Pavelló Olímpic de l'Ateneu Agrícola |

### Finale
| Sant Sadurní d'Anoia 6 ottobre 2013    | Barcellona     | 3 – 3 (d.t.s.) referto | Reus Deportiu | Pavelló Olímpic de l'Ateneu Agrícola |
| \| \| \| \| \| \| Shootout 1 – 0 \| \| |                |                        |               |                                      |
|                                        |                |                        |               |                                      |
|                                        | Shootout 1 – 0 |                        |               |                                      |